# Asuka Ota
Asuka Ōta (太田 あすか, Ōta Asuka) é uma compositora para jogos eletrônicos que vem trabalhando para a Nintendo desde 2004. Ela estudou piano em sua infância e era uma fã da série Mario. Uma de suas influências é Kōji Kondō, e ela já foi uma assistente de Kazumi Totaka.

## Discografia

### Trilhas sonoras de jogos eletrônicos
- The Legend of Zelda: Four Swords Adventures (2004) – com Koji Kondo
- Yoshi Touch & Go (2005) – com Tōru Minegishi e Kazumi Totaka
- Animal Crossing: Wild World (2005) – com Kazumi Totaka
- New Super Mario Bros. (2006) – com Hajime Wakai e Kōji Kondō
- The Legend of Zelda: Twilight Princess (2006) – com Toru Minegishi e Kōji Kondō
- Super Smash Bros. Brawl (2008) – com vários outros
- Mario Kart Wii (2008) – com Ryo Nagamatsu e Kenta Nagata
- Wii Fit Plus (2009) – com Tōru Minegishi, Manaka Tominaga e Shiho Fujii